# Юкстагломерулярний апарат
ЮГА, Юкстагломерулярний або навколоклубочковий апарат (лат. iuxta – навколо та лат. glomerulus – клубочок) – частина нефрона, сукупність клітин, що знаходиться біля клубочка та представляють собою структурну одиницю судинної стінки клубочка яка регулює його функції. Названий юкстагломерулярний апарат так тому, що розташований поблизу клубочка, утворюючи трикутник: з двох сторін оточений аферентною і еферентною артеріолами, а з третьої — стінкою дистального звивистого канальця. Таке розташування забезпечує виконання ключових функцій ЮГА — регулювання ниркового кровотоку і рівня клубочкової фільтрації.

## Склад
- Щільна пляма (macula densa)
- Юкстагломерулярні клітини
- Юкставаскулярні клітини (клітини Гурмагтіга)

## Щільна пляма (macula densa)
Щільна пляма (macula densa) — ділянка стінки дистального звивистого канальця, яка прилягає до ниркового тільця. На гістологічних препаратах межі між клітинами майже не видно, у клітин відсутня базальна посмугованість, але добре видно скупчення гіперхроматичних ядер, які розташовані дуже щільно. Клітини macula densa втрачають здатність до реабсорбції (оскільки не мають можливості взаємодіяти з перитубулярними капілярами), але подібно до «натрієвого рецептора» реагують на зміни концентрації натрію в сечі і впливає на юкстагломерулярні клітини, які секретують ренін.

## Юкстагломерулярні клітини
Юкстагломерулярні клітини — знаходяться в стінці приносних і виносиних артеріол, утворюючи другий шар клітин, що залягає під ендотелієм. Дані клітини за походженням є гладеньком'язовими, але втрачають здатність скорочуватись, перелаштовуючись на секрецію гормону реніну. За структурою і функціями вони подібні до мезангіальних клітин і також мають фагоцитарну активність. За формою є великими клітинами овальної або полігональної форми, іноді з довгими цитоплазматичними відростками, великими гранулами, що містять ренін.
Секреція реніну стимулюється двома факторами:
1. Подразненням осморецепторів, які розташовані в macula densa при підвищенні концентрації Na+
2. Подразненням барорецепторів в стінках приносної та виносної артеріол (при зниженні тиску крові в їх просвіті).[3][4]

## Юкставаскулярні клітини
Юкставаскулярні клітини (клітини Гурмагтіга) — це клітини, розташовані в просторі між двома артеріолами (приносною і виносною) та щільною плямою. Клітини мають довгі відростки. За походженням і локалізацією клітини Гурмагтіга відносяться до мезангіальних. За звичайних умов ці клітини виробляють фермент ангіотензіназу, який обумовлює інактивацію ангіотензину і таким чином протидіє діяльності ренін-ангіотензин-альдостеронового комплексу. За певних обставин (наприклад, при стресі, підвищеному фізичному навантаженні, а також при виснаженні юкстагломерулярних клітин) клітини Гурмагтіга самі «перемикаються» на синтез реніну.

## Ренін-ангіотензиновий комплекс

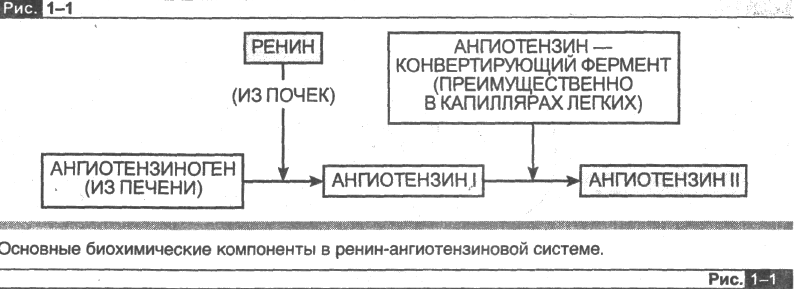

Ренін— являє собою поліпептид з ферментативною активністю. Потрапляючи в кров, він впливає на неактивний пептид (що виробляється печінкою) — ангіотензиноген, який в дві стадії перетворюється в свою активну форму — ангіотензин II. Цей продукт, по-перше, підвищує тонус міоцитів дрібних судин і тим самим підвищує тиск, а по-друге, стимулює виділення альдостерону в корі наднирників. Останнє може підсилювати вироблення антидіуретичного гормону. Таким чином, надлишкова продукція реніну призводить не тільки до спазму дрібних судин, а й до посилення реабсорбції у нирках. Оскільки відбувається збільшення об'єму плазми крові, це ще більше (разом зі спазмом судин) підвищує тиск крові. 

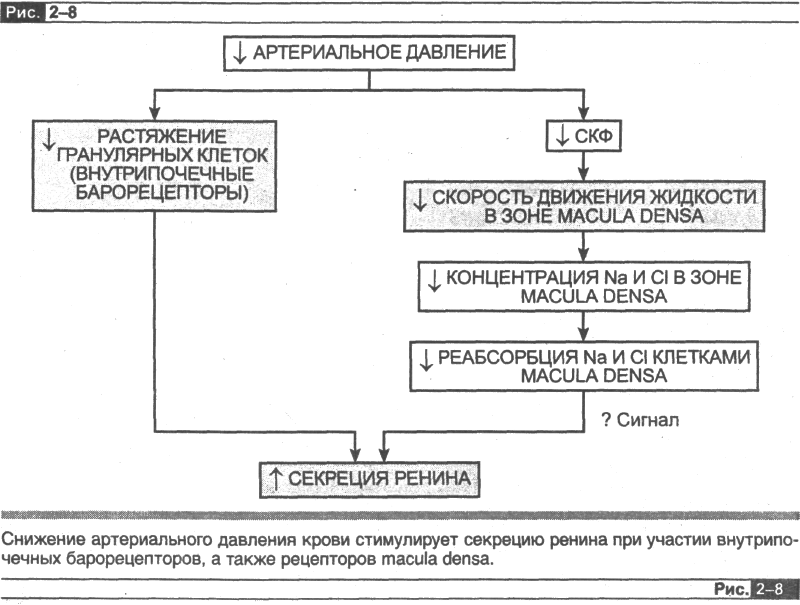
ренін-ангіотензинова система

Система ренін-ангіотензин відіграє важливу роль в регуляції функції нирок, артеріального тиску (АТ) в підтримці гомеостазу, електролітного балансу і складу рідини в організмі за нормальних фізіологічних умов. Наприклад, за умов зневоднення та зменшення кількості Na в організмі, ренін-ангіотензиновий-комплекс (РАК) необхідний для підтримання системної циркуляції рідини в нирках і швидкості клубочкової фільтрації (ШКФ). Таким чином, РАК є найважливішим компонентам для підтримання нормальної життєдіяльності організму.

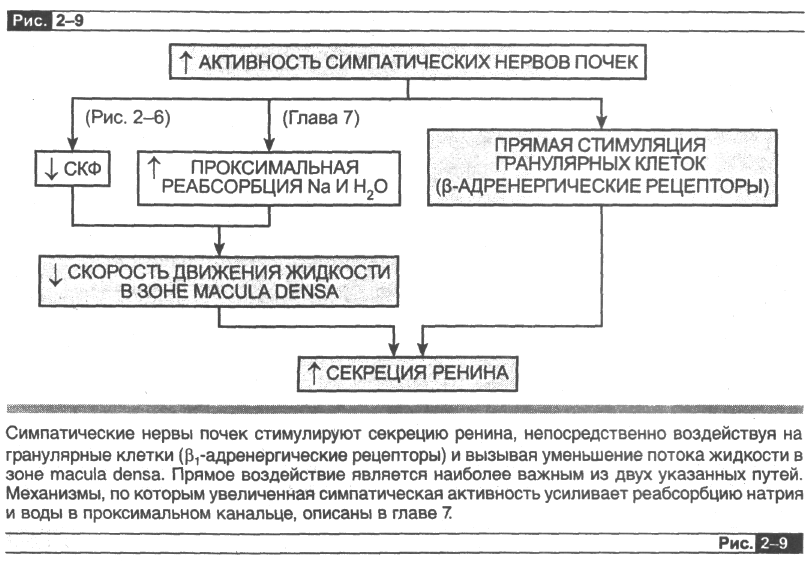

Інервація клітин ЮГА здійснюється симпатичними норадренергічними волокнами.

## Порушення функціонування ЮГА
Надлишок секреції реніну юкстагомерулярними клітини може привести до надмірної активності ренін-ангіотензинової системи, гіпертонії і збільшення обсягу крові. Однією з причин підвищення секреції реніну може бути звуження ниркової артерії або пухлина юкстагломерулярних клітин, яка виробляє ренін. Що вподальшому призведе до гіпертонії, підвищення концентрації натрію та пониження рівня калію в крові і метаболічного алкалозу.